# 岸里駅

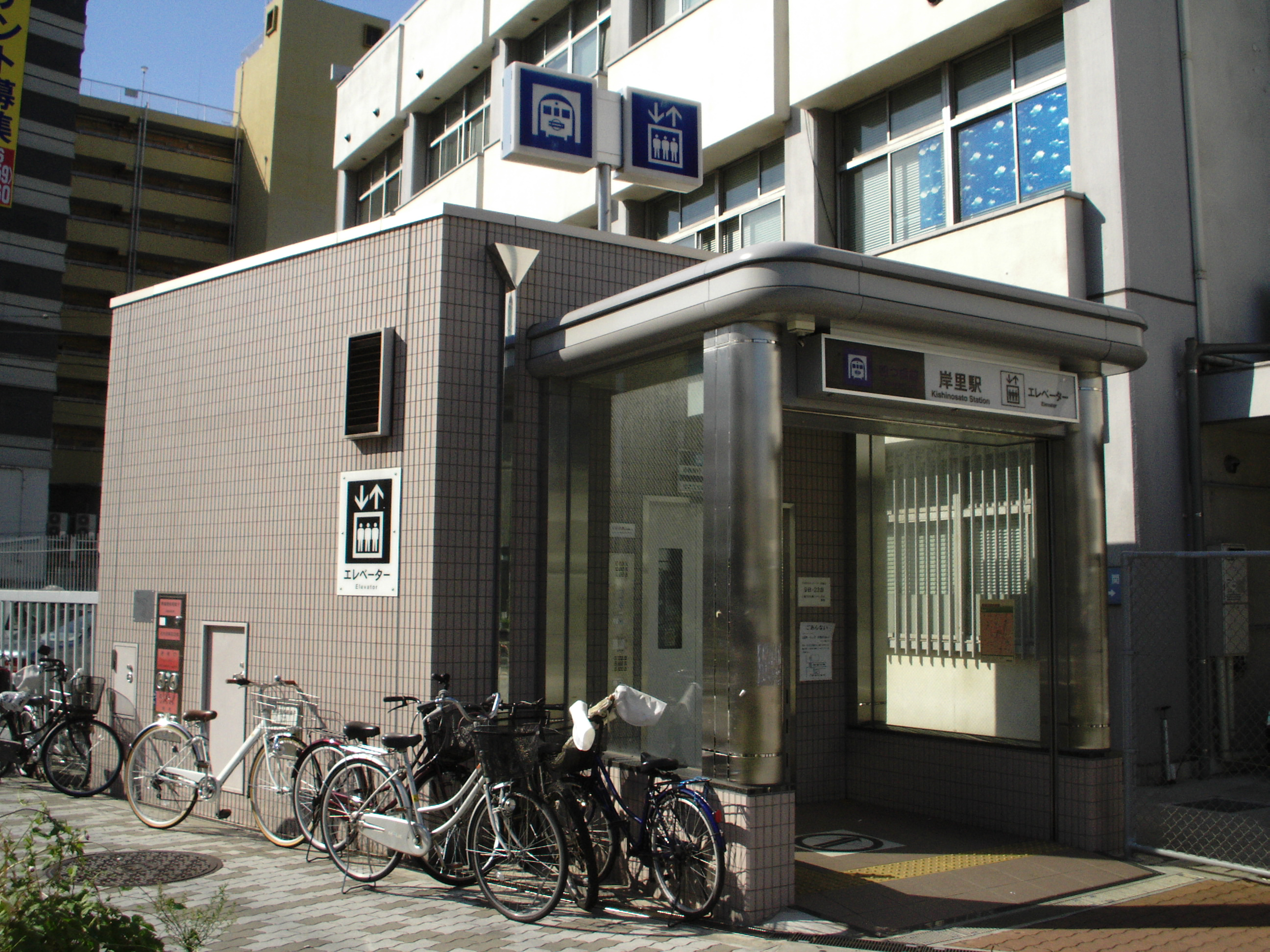
エレベーター口（2007年10月）

岸里駅（きしのさとえき）は、大阪府大阪市西成区岸里一丁目にある、大阪市高速電気軌道 (Osaka Metro) 四つ橋線の駅。駅番号はY18。西成区役所に直結している。

## 歴史
- 1956年（昭和31年）6月1日：3号線（現在の四つ橋線）の花園町 - 当駅間延伸時に開業。当初は終着駅。
- 1958年（昭和33年）5月31日：3号線が玉出まで延伸、中間駅となる。
- 2001年（平成13年）12月：西成区役所庁舎の建て替えに伴い、従来地上にあった2号出入口の券売機・改札口を地下に移設。
- 2018年（平成30年）4月1日：大阪市交通局の民営化により、大阪市高速電気軌道 (Osaka Metro) の駅となる。
- 2024年（令和6年）12月26日：可動式ホーム柵の運用を開始[1]。

## 駅構造

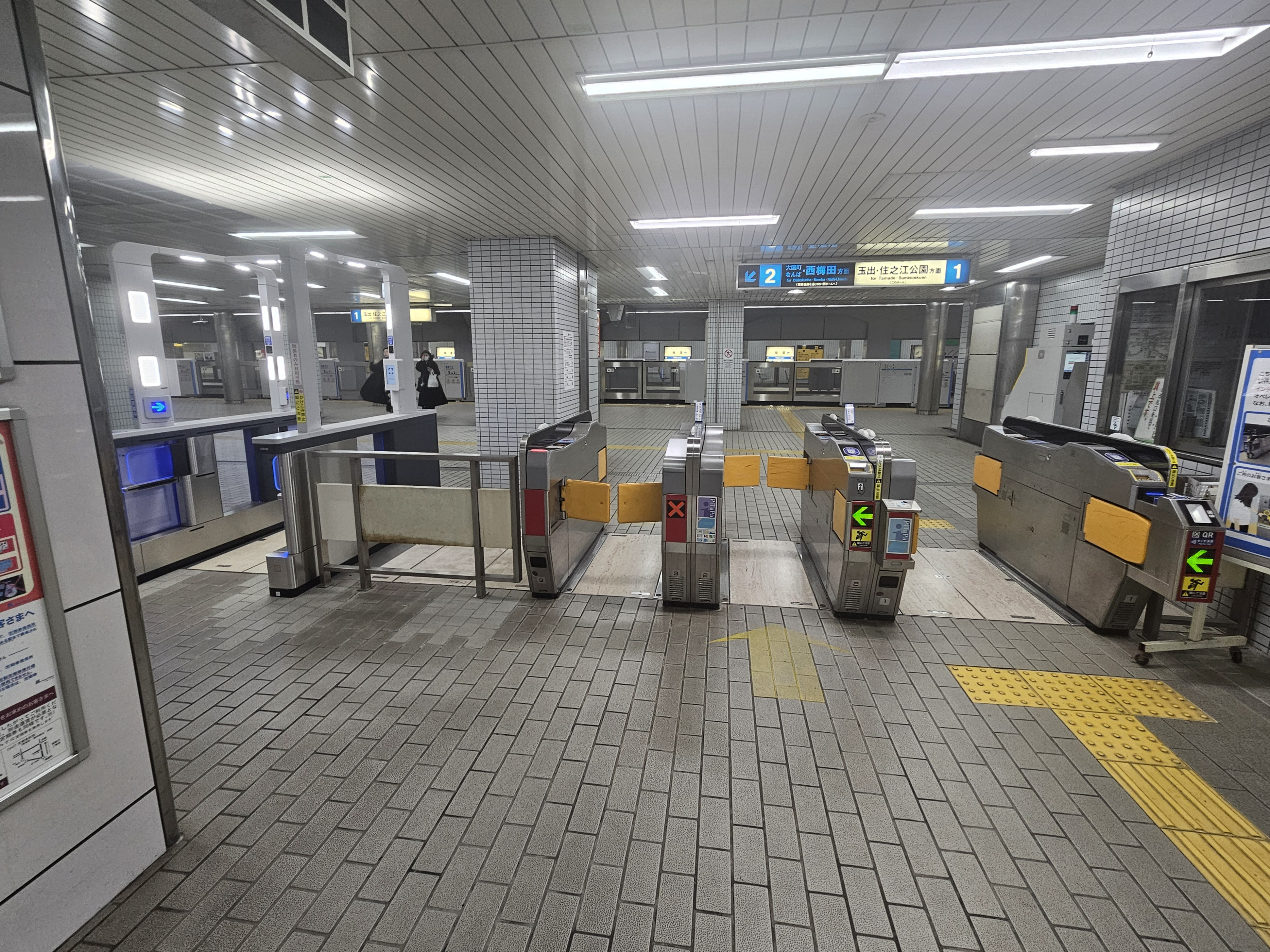
南東改札（2025年2月）
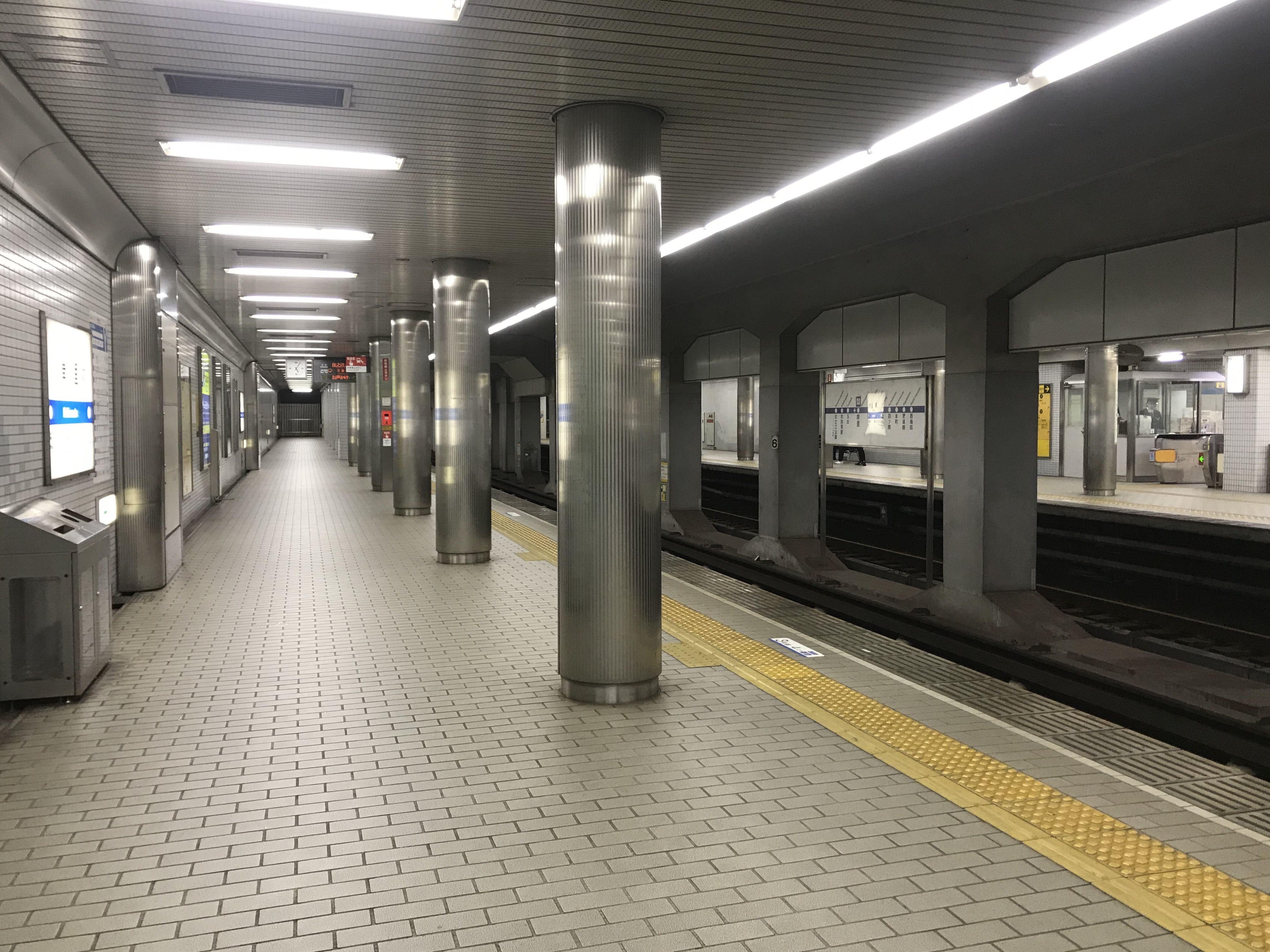
ホーム（2019年1月、ホーム柵設置前）
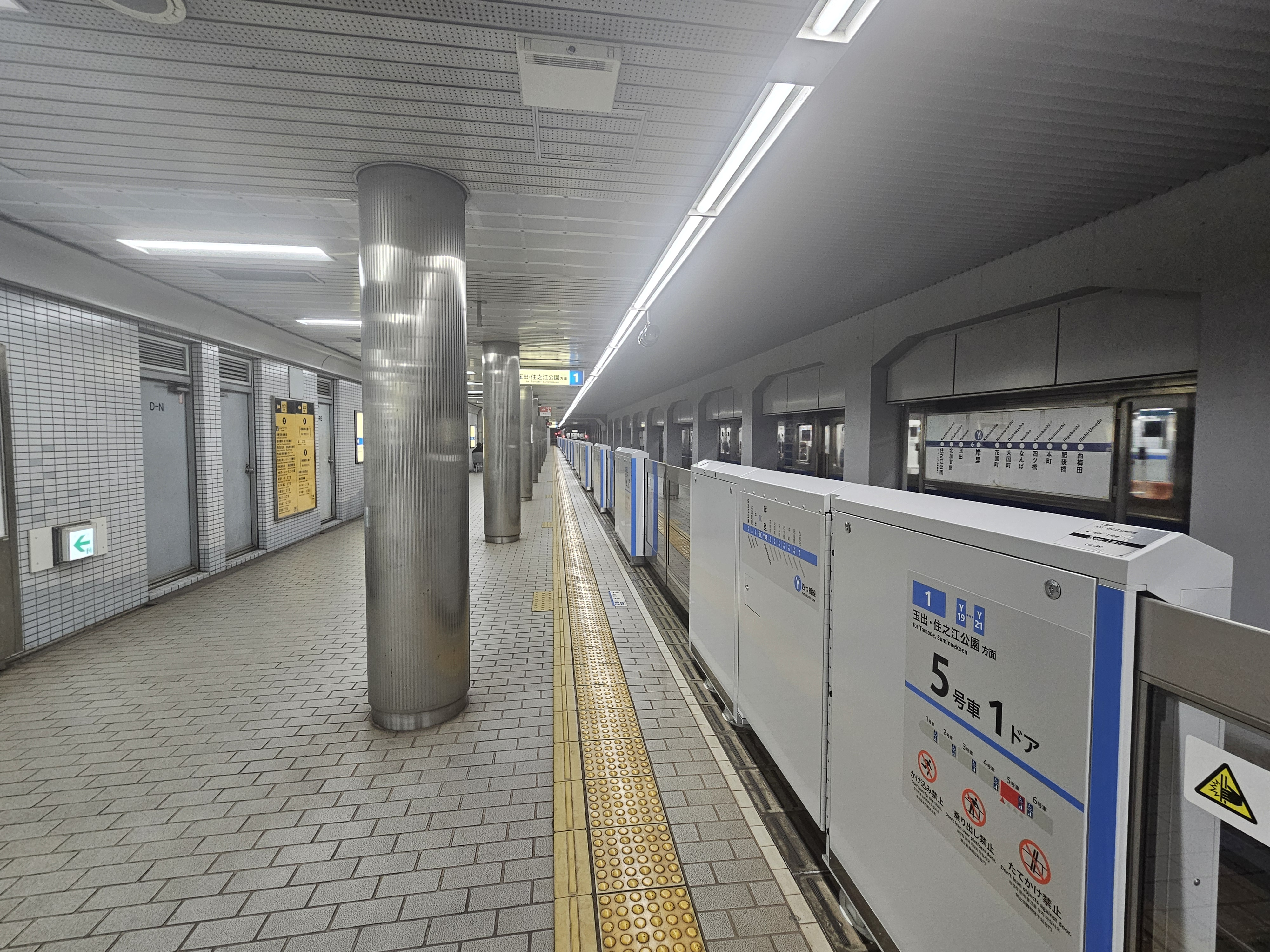
ホーム（2025年2月、ホーム柵設置後）
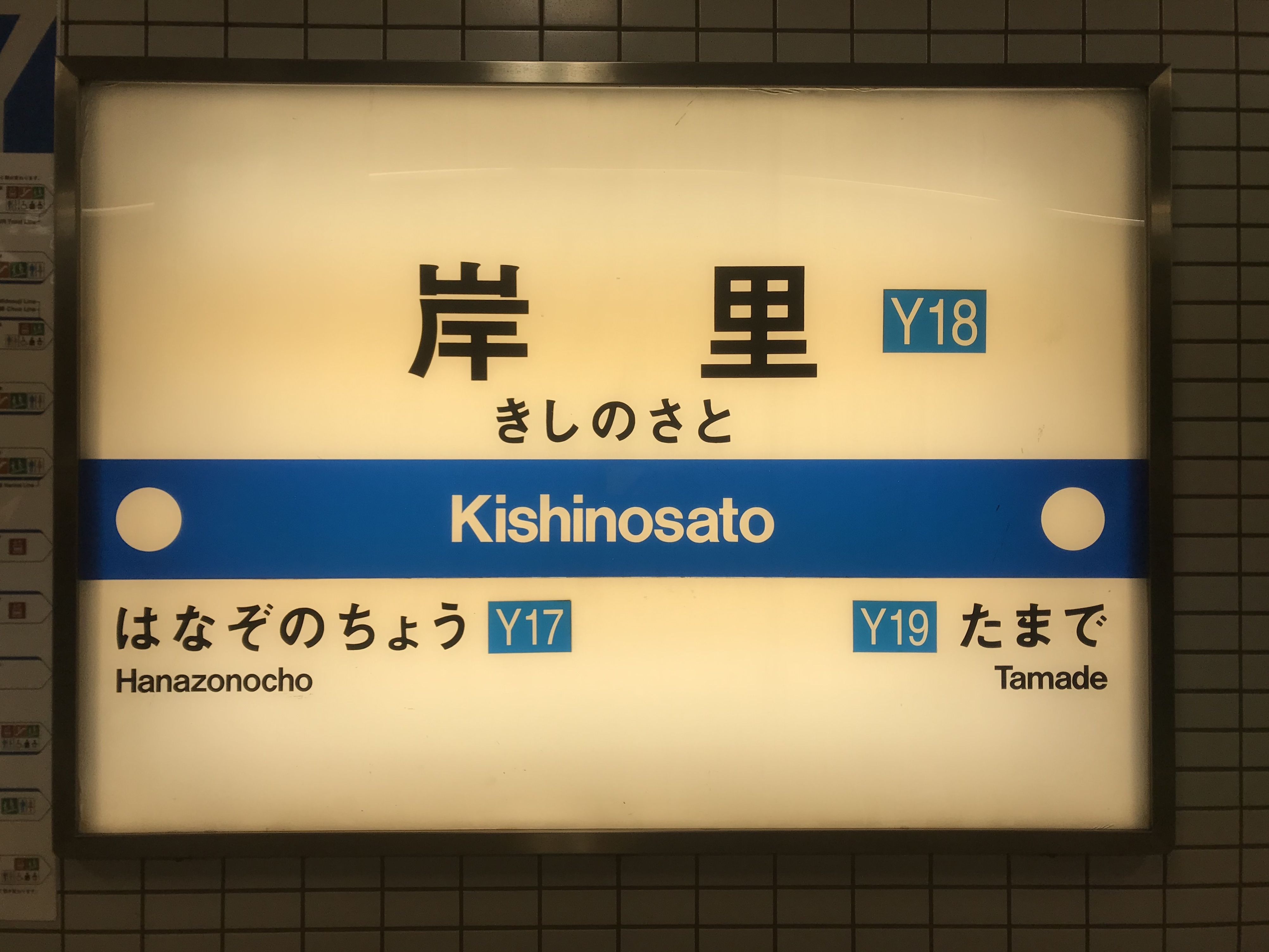
駅名標

相対式ホーム2面2線の地下駅。改札口は1番ホーム大国町寄りと、2番ホームの南北双方に1か所ずつ、いずれもホームと同一フロアで、合計3か所ある。なお、互いのホームを結ぶ通路が線路下に通されている。
地上へのエレベーターは岸里交差点の北側に、交差点北西角（3番口）はなんば・西梅田方面改集札口に、交差点北東角（2番口・西成区役所地上階）は住之江公園・南港方面改集札口にそれぞれ通じている。ホーム同士の渡り通路にはエレベーターはない。

### のりば
| 番線 | 路線     | 行先                       |
| ---- | -------- | -------------------------- |
| 1    | 四つ橋線 | 住之江公園方面             |
| 2    | 四つ橋線 | 大国町・四ツ橋・西梅田方面 |

### 出口
| 出口番号 | 出口周辺 | 接続改札 | 備考             |
| -------- | --- | -------- | ---------------- |
| 1        | 南海電車天下茶屋駅 | 北改札   |                  |
| 2        | 南海電車天下茶屋駅・西成区役所・西成区保健福祉センター 西成区民センター(図書館)・西成消防署・西成郵便局 大阪フィルハーモニー会館 | 南東改札 | エレベーターあり |
| 3        | 西成税務署・西成郵便局・駐車管理センター                                                                                         | 南西改札 | エレベーターあり |

## 利用状況
2024年11月12日の1日乗降人員は16,493人（乗車人員：8,477人、降車人員：8,016人）である。
これは、四つ橋線の各駅の中では最も乗降人員が少ない。次に少ない隣駅の花園町駅とはほぼ同数である。1993年3月4日に堺筋線の動物園前駅 - 天下茶屋駅間延伸開業してしばらく減少していたが、この約20年は駅周辺（特に天下茶屋駅寄りの再開発地域）でのマンション建設などもあって15,000 - 16,000人程度に落ち着いている。
各年度の特定日における利用状況は下表のとおりである。なお1969・1995年度の記録については、それぞれ1970・1996年に行われた調査である（会計年度上、表中に記載の年度となる）。
| 年度               | 調査日   | 乗車人員 | 降車人員 | 乗降人員 | 出典          | 出典          |
| 年度               | 調査日   | 乗車人員 | 降車人員 | 乗降人員 | メトロ        | 大阪府        |
| ------------------ | -------- | -------- | -------- | -------- | ------------- | ------------- |
| 1966年（昭和41年） | 11月08日 | 13,936   | 12,271   | 26,207   |               | [ 大阪府 1 ]  |
| 1967年（昭和42年） | 11月14日 | 12,990   | 12,304   | 25,294   |               | [ 大阪府 2 ]  |
| 1968年（昭和43年） | 11月12日 | 10,584   | 12,678   | 23,262   |               | [ 大阪府 3 ]  |
| 1969年（昭和44年） | 01月27日 | 12,283   | 11,590   | 23,873   |               | [ 大阪府 4 ]  |
| 1970年（昭和45年） | 11月06日 | 13,129   | 11,934   | 25,063   |               | [ 大阪府 5 ]  |
| 1972年（昭和47年） | 11月14日 | 12,332   | 11,503   | 23,835   |               | [ 大阪府 6 ]  |
| 1975年（昭和50年） | 11月07日 | 12,141   | 11,113   | 23,254   |               | [ 大阪府 7 ]  |
| 1977年（昭和52年） | 11月18日 | 12,117   | 10,957   | 23,074   |               | [ 大阪府 8 ]  |
| 1981年（昭和56年） | 11月10日 | 11,462   | 10,428   | 21,890   |               | [ 大阪府 9 ]  |
| 1985年（昭和60年） | 11月12日 | 11,124   | 10,945   | 22,069   |               | [ 大阪府 10 ] |
| 1987年（昭和62年） | 11月10日 | 11,376   | 10,937   | 22,313   |               | [ 大阪府 11 ] |
| 1990年（平成02年） | 11月06日 | 10,671   | 10,398   | 21,069   |               | [ 大阪府 12 ] |
| 1995年（平成07年） | 02月15日 | 9,357    | 8,683    | 18,040   |               | [ 大阪府 13 ] |
| 1998年（平成10年） | 11月10日 | 8,186    | 7,859    | 16,045   |               | [ 大阪府 14 ] |
| 2007年（平成19年） | 11月13日 | 8,145    | 7,396    | 15,541   |               | [ 大阪府 15 ] |
| 2008年（平成20年） | 11月11日 | 8,390    | 7,603    | 15,993   |               | [ 大阪府 16 ] |
| 2009年（平成21年） | 11月10日 | 8,039    | 7,151    | 15,190   |               | [ 大阪府 17 ] |
| 2010年（平成22年） | 11月09日 | 8,307    | 7,512    | 15,819   |               | [ 大阪府 18 ] |
| 2011年（平成23年） | 11月08日 | 8,275    | 7,387    | 15,662   |               | [ 大阪府 19 ] |
| 2012年（平成24年） | 11月13日 | 8,195    | 7,322    | 15,517   |               | [ 大阪府 20 ] |
| 2013年（平成25年） | 11月19日 | 8,065    | 7,539    | 15,604   | [ メトロ 1 ]  | [ 大阪府 21 ] |
| 2014年（平成26年） | 11月11日 | 8,028    | 7,420    | 15,448   | [ メトロ 2 ]  | [ 大阪府 22 ] |
| 2015年（平成27年） | 11月17日 | 8,261    | 7,467    | 15,728   | [ メトロ 3 ]  | [ 大阪府 23 ] |
| 2016年（平成28年） | 11月08日 | 8,148    | 7,389    | 15,537   | [ メトロ 4 ]  | [ 大阪府 24 ] |
| 2017年（平成29年） | 11月14日 | 8,497    | 7,691    | 16,188   | [ メトロ 5 ]  | [ 大阪府 25 ] |
| 2018年（平成30年） | 11月13日 | 8,632    | 7,946    | 16,578   | [ メトロ 6 ]  | [ 大阪府 26 ] |
| 2019年（令和元年） | 11月12日 | 8,786    | 8,063    | 16,849   | [ メトロ 7 ]  | [ 大阪府 27 ] |
| 2020年（令和02年） | 11月10日 | 7,496    | 6,996    | 14,492   | [ メトロ 8 ]  | [ 大阪府 28 ] |
| 2021年（令和03年） | 11月16日 | 7,435    | 6,972    | 14,407   | [ メトロ 9 ]  | [ 大阪府 29 ] |
| 2022年（令和04年） | 11月15日 | 7,809    | 7,318    | 15,127   | [ メトロ 10 ] | [ 大阪府 30 ] |
| 2023年（令和05年） | 11月07日 | 8,171    | 7,591    | 15,762   | [ メトロ 11 ] | [ 大阪府 31 ] |
| 2024年（令和06年） | 11月12日 | 8,477    | 8,016    | 16,493   | [ メトロ 12 ] |               |

## 駅周辺

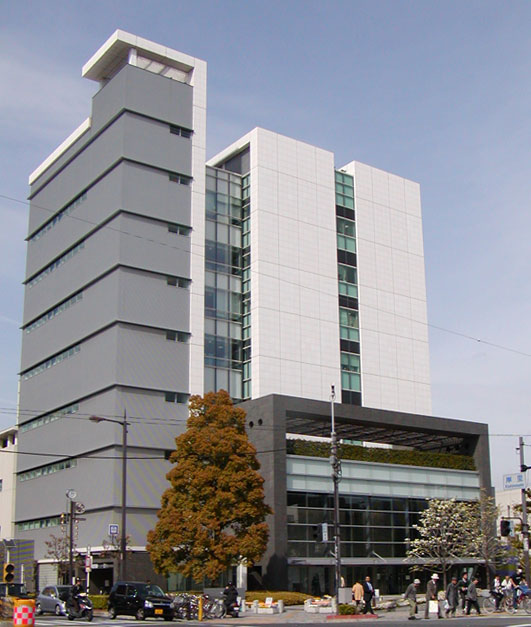
西成区役所（2007年4月。岸里駅2号出口を併設）

南海本線・Osaka Metro堺筋線天下茶屋駅へは直線距離で約320メートル、徒歩約6分で移動できる。なお当駅との間には梅田・東梅田・西梅田3駅相互間のような連絡運輸はないが、駅構内には誘導用の案内表示がある。
- 西成区役所・西成区保健福祉センター
- 西成区民センター・西成図書館
- 西成税務署
- 西成消防署
- 西成郵便局
- 西成産業会館
- 大阪フィルハーモニー会館
- 天下茶屋跡
- 天下茶屋公園
- 安養寺
- 大阪市立成南中学校
- 大阪市立岸里小学校
- 大阪市立千本小学校
- 岸の里幼稚園
- スーパー玉出 岸里店（玉出ボウル併設）
- デイリーカナートイズミヤ 岸里店
- 南海電気鉄道高野線（汐見橋線）西天下茶屋駅 - 駅北西側
- 阪堺電気軌道阪堺線聖天坂停留場 - 駅東側
- 国道26号
- 大阪府道・兵庫県道41号大阪伊丹線

## 隣の駅
大阪市高速電気軌道 (Osaka Metro)
 四つ橋線
花園町駅 (Y17) - 岸里駅 (Y18) - 玉出駅 (Y19)
- ( ) 内は駅番号を示す。

## その他
- 当駅は開業前は、当時のこの地域の町名から「皿池（さらいけ）」という仮称であった。しかし「皿池」の地名は駅前周辺のみの限定的な地域名を指し、広い地域名を代表する「岸里」がよいという地元住民や市会議員の意見、また「血の池」と間違われる可能性もあるとの意見が出て、地域一帯を指す地名（住居表示変更で正式な町名となったのは駅開業後の1973年）の「岸里」に急遽変更されたという経緯があった[4]。
- 当駅のホームの南側2両分は現在使われていないが、その部分には、大阪市営地下鉄でかつて（1980年代まで）使われていた、「ひげ文字」などと通称される独特の字体で書かれた、ラインカラーのない駅名標がそのまま残っていて、乗車中に窓から見ることができる。

### 記事本文